# バッカニア

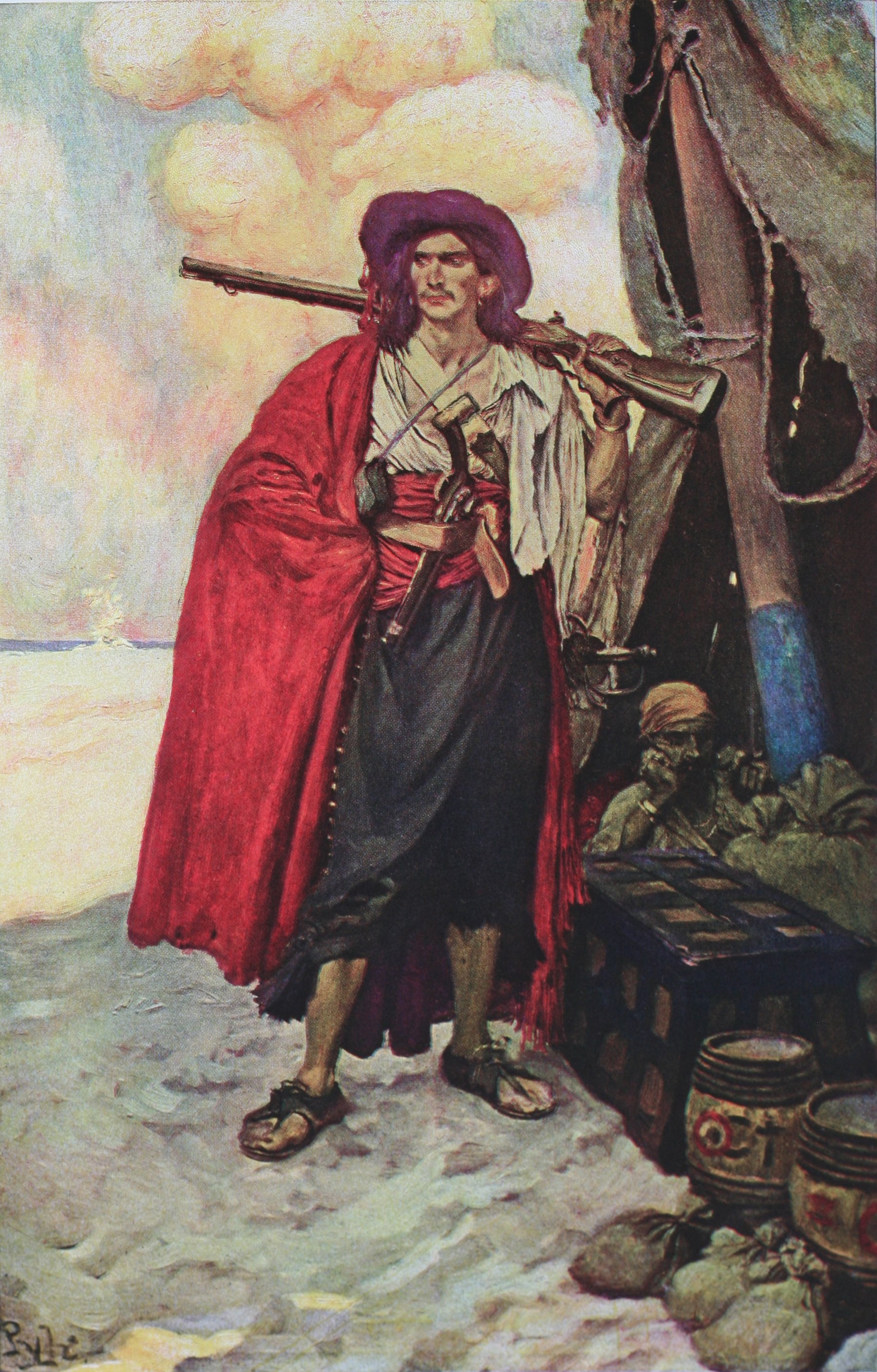
「カリブ海のバッカニア」ハワード・パイル作

バッカニアまたはバカニア（英語: buccaneer [ˌbʌkəˈnɪər]）は、17世紀にカリブ海で活動した海賊（私掠船含む）の総称。後のカリブの海賊の前身にあたる。
16世紀にスペインの植民地だったメキシコで銀鉱床が発見されると、現地で鋳造された銀貨はスペイン本国へと輸送された。この現金輸送船を狙って、航路のカリブ海には海賊が横行するようになった。「バッカニア」とは1630年頃からハイチ北部のトルトゥーガ島を拠点としてスペインを相手に略奪活動を始めたフランス人植民者たち（boucanier、肉を燻す者）を指していたが、その後、イングランド人やオランダ人も加わり、ジャマイカのイングランド人入植者たちが海賊という意味でこの語を使い始め、定着した。
彼らはカリブ海の無法者であったが、最初はフランス、やがてイングランドやオランダの各政府は、スペインに対する略奪を許可し（私掠免許）、西インド諸島での領土戦争や経済政策に活用した。イングランドが関わるようになると本拠のトルトゥーガ島のほか、ジャマイカのポート・ロイヤルやバハマ諸島のニュープロビデンス島もバッカニアの主要拠点の1つとなった。
全盛期は1660年のイングランド王政復古から1688年頃までで、この期間中は各国の海軍力が不十分のために積極的な取り締まりが行われず、むしろ第二次英蘭戦争ではイングランド政府から準海軍戦力としての扱いも受けた。また、イングランド出身で有力なバッカニアであったヘンリー・モーガンは、その活躍でナイト爵を与えられ、最終的にはジャマイカの副総督にまで成り上がった。
17世紀末になると、スペインの弱体化とそれに伴う国際情勢の変化により、イングランドやフランスにとってはスペイン船襲撃の効果よりも、対スペイン・アメリカ貿易に支障を来している方を問題視するようになる。その結果、一転して当局による取り締まりが行われるようになり、バッカニアは衰退した。18世紀に入るとイングランドとフランスはスペイン継承戦争（1701年 - 1714年）に発展し、再びカリブ海は私掠船や海賊たちの時代となり、その戦後には、イングランド出身の黒髭やバーソロミュー・ロバーツで知られるカリブの海賊の時代となる。

## 語源
「バッカニア（buccaneer）」の語源はアラワク語の "buccan" に由来し、これはタイノ族やカリブ族が肉（通常はマナティ）をゆっくり焼いたり、燻製にする際に用いた木枠のことを意味していた。その後、同地を征服したスペイン人によってスペイン語の "bucanero" が生まれ、そこからフランス語の "boucane" に派生し、イスパニョーラ島で野生の牛や豚の肉を燻製にしていたフランス人狩人たちは "boucanier" と呼ばれるようになった。バッカニア（buccaneer）は、この "boucanier" をイングランドの植民者たちが英語に転訛したものである。
1684年に、アレクサンドル・エスケメランの著書『The Buccaneers of America（アメリカのバッカニアたち）』の最初の英訳が出版されるとこの時代・地域の海賊を指す一般的な言葉となった。

## 歴史
バッカニアの起源となったのは1625年にはイスパニョーラ島北部に定住していたフランス人植民者たちであり、当初は狩猟者として生活していた。彼らは先述の通り、現地語に由来して、"boucanier" （肉を燻す者の意）と呼ばれるようになった。その後、1630年頃に彼らはスペインによってイスパニョーラ島から追い出され、近くのトルトゥーガ島に逃げ込んだ。本格的な海賊行為への移行は徐々に進んだが、その動機の一つは、スペインが彼らの放逐と、彼らの獲物となる動物の絶滅を進めていたことにあった。沖合のトルトゥーガ島はイスパニョーラ島と比較し、小さく資源が限られるも防御には適した地であり、かつ、スペインの本国と植民地間を結ぶ、輸送航路であったウィンドワード海峡を抑えるのに適していた。自身もバッカニアの一員だった過去を持ち、後にバッカニアについての著作を残したアレクサンドル・エスケメランによれば、トルトゥーガの海賊であるピエール・ル・グランが、スペイン本土に帰る途中のガレオン船を襲う先駆者であった。スペインは彼らをトルトゥーガから排除しようとしたが、むしろ島にはフランス人、オランダ人、イングランド人の冒険家などが、新たにバッカニアに加わっていった。
彼らの主な標的がスペイン船であることは17世紀を通して変わらなかったが、当初は小船でウィンドワード海峡を通るガレオン船を襲うのが一般的であった。後述のようにやがてスペインと対立するヨーロッパの大国が彼らの活動を支援や奨励するようになると、広くスパニッシュ・メインやスペインのアメリカ本土植民地まで航海して、都市を略奪するほどの力を持つようになった。
バッカニアと、彼らの登場以前に西インド諸島で活動していた海賊（私掠船）との違いは、同海域内に恒久的な拠点を持っていた点と言える。17世紀半ばになるとバハマ諸島はニュープロビデンス島を占拠した無法者たちの良き狩場となった。大きな港を背景に、キューバ沿岸のスペイン人を襲撃することで生計を立てていた数人の海賊たちも加わった。彼らはこの活動を「バッカニアリング（buccaneering）」と呼んでいた。後述のようにイングランド政府が積極的に支援するようになると、ジャマイカのポート・ロイヤルもバッカニアの主要拠点の1つとして発展していった。
上記の経緯の通り、初期のバッカニアは国際色のある集まりであり、1663年にジャマイカとトルトゥーガを拠点とする彼らは、船15隻に、英・仏・蘭の兵士が1000人近くいたと推定されている。バッカニアのリーダーには、フランソワ・ロロネーとダニエル・モンバールという2人のフランス人がいた。彼らは多くのスペイン船を壊滅させ、多くのスペイン人を殺害したため、「殲滅者（the Exterminator）」と呼ばれた。もう一人の著名なリーダーは、ウェールズ人のヘンリー・モーガンであり、彼はマラカイボ、ポルトベロ、パナマ・シティを襲い、スペイン人らから巨額の富を略奪した。裕福となったモーガンはイングランドで足を洗い、チャールズ2世からはナイトの称号を与えられた。
バッカニアを私掠船として対スペイン政策の一環として積極的に用いることを考えたのがイングランド政府である。イングランドは国籍を問わず、彼らの領有権を認め、利益の一部を国庫に納めることと引き換えに私掠免許を与えて彼らの活動を合法化した。バッカニアたちは、ジャマイカ総督トマス・モディフォードに招かれ、ポート・ロイヤルに船を停泊させることもできた。彼らはスペインの船や植民地から略奪を行い、その略奪品をポート・ロイヤルに持ち帰って、この場所をカリブ海でもっとも繁栄した街にした。中にはクリストファー・ミングスのようなイングランド海軍の士官が派遣されたことすらあった。彼らの海賊活動はイングランドとスペインが戦争状態であるか否かに関わらず、行われていた。

### 法的立場

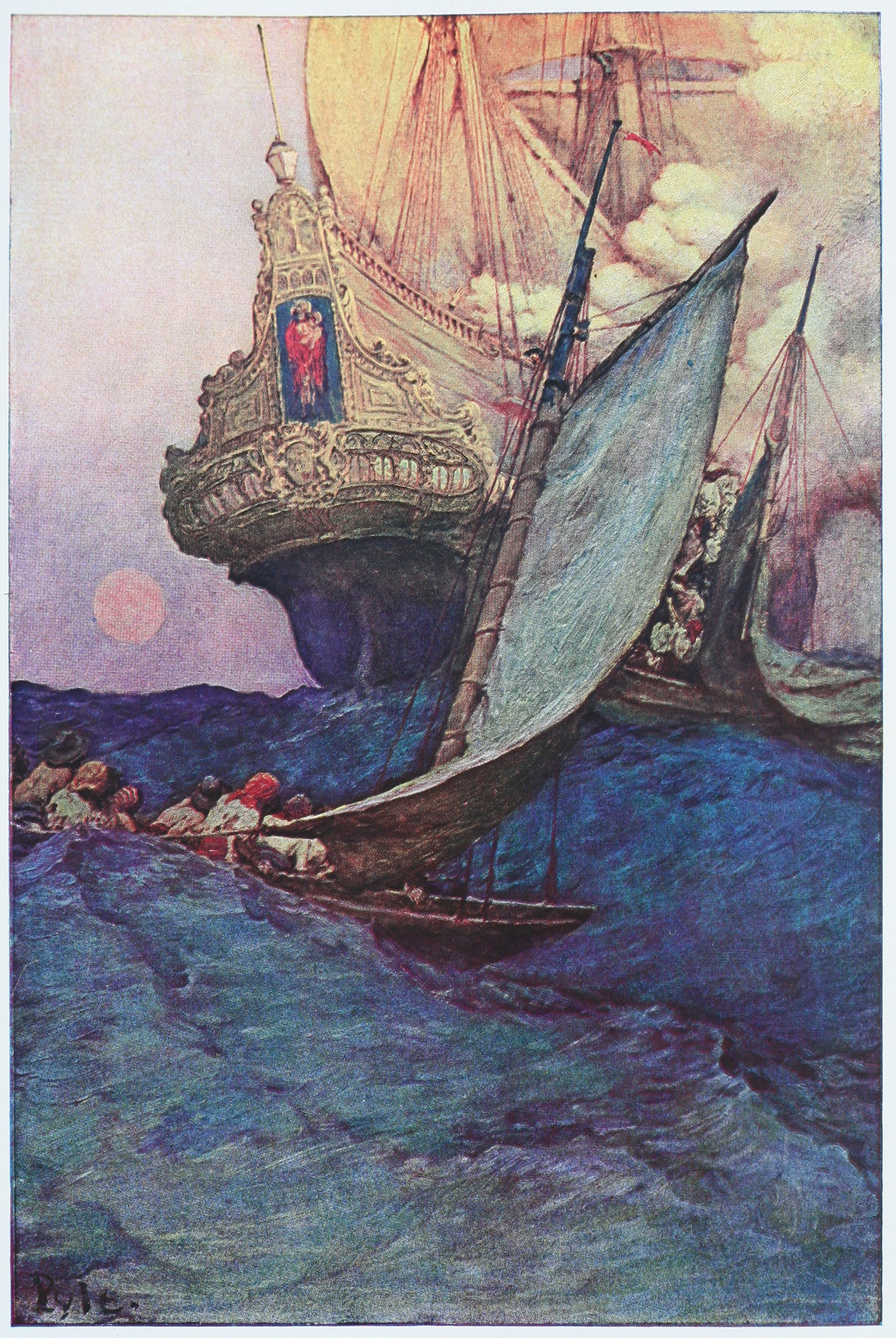
大きなスペインのガレオン船を攻撃するバッカニアたち。ハワード・パイル作

バッカニアはスペインからすれば単なる海賊、略奪者であったが、基本的には私掠船を名乗り、多くはイングランドまたはフランス、オランダ当局からの私掠免許状を受けて活動していた。このため、多かれ少なかれ正規の任務を持っていた（一方ではしばしば単なる海賊として国籍を問わず標的にした）。
例えば、ヘンリー・モーガンの襲撃は何らかの法的な根拠が与えられており、パナマ総督が彼を（当時アフリカ北海岸に出没した海賊の総称である）「コルセア（corsair）」と呼んだ際には、激怒している。
ただ、そうであっても、彼らならず者たちは法的な決まりにはほとんど関心がなく、私掠船免状が有効か否かにかかわらず、スペインを標的に略奪するためにあらゆる機会を利用した。識字率が低かった当時において、どんな形式の法的書類も私掠免許状であるかのように見せかけることが可能で、バッカニアの免状の多くは法的に無効であった可能性がある。
法的に有効な免状を所持していたバッカニアでさえ、そこにある条件を守らないことがあった。例えばモーガンによる1671年のパナマ襲撃は、ジャマイカ総督が発行した委任状ではまったく許可されていないものであった。
バッカニアの法的地位は、略奪の対象となったスペインからすればもちろん無視できるものであり、捕まえた彼らを絞首刑やガロットにかけて処刑した。同時にイングランドやフランスの為政者たちは、たとえ無免許であってもバッカニアがスペインを襲撃することを黙認することがあった。

### 衰退
17世紀末にスペインが弱体化すると、フランスやイングランドの対スペイン・アメリカ貿易が、かえってバッカニアの襲撃によって混乱をきたし始めた。商人たちは彼らを貿易の脅威とみなし、植民地政府も同様の認識を持つようになった。特に1670年のマドリード条約によって、イングランドは公的にはスペインに対する略奪を認めないようになった。
このような政治状況の変化がバッカニアの活動に終止符を打つことになった。
しかし、18世紀に入り、スペイン継承戦争（1701年 - 1714年）が勃発して西インド諸島も戦火に見舞われると、イングランドは再び私掠船を積極的に用いた。こうして戦時中はスペインやフランスを相手に略奪に従事した者たちが戦後に海賊化し、黒髭やバーソロミュー・ロバーツといった著名な海賊らによる、今日に知られるカリブの海賊の時代を迎えることとなる。